# Нокс (округ, Іллінойс)
Шаблон:StateAbbr_ 40°56′ пн. ш. 90°13′ зх. д. / 40.93° пн. ш. 90.21° зх. д.
Округ Нокс (англ. Knox County) — округ (графство) у штаті Іллінойс, США. Ідентифікатор округу 17095.

## Історія
Офіційно утворений в 1825 році.

## Демографія
За даними перепису
2000 року
загальне населення округу становило 55836 осіб, зокрема міського населення було 41901, а сільського — 13935.
Серед мешканців округу чоловіків було 27807, а жінок — 28029. В окрузі було 22056 домогосподарств, 14429 родин, які мешкали в 23717 будинках.
Середній розмір родини становив 2,87.
Віковий розподіл населення поданий у таблиці:
| Стать    | До 15 років | 15-21 | 22-29 | 30-39 | 40-49 | 50-65 | 65-85 | Понад 85 |
| -------- | ----------- | ----- | ----- | ----- | ----- | ----- | ----- | -------- |
| Чоловіки | 5293        | 2875  | 3017  | 3848  | 4260  | 4589  | 3520  | 405      |
| Жінки    | 4841        | 2641  | 2492  | 3471  | 4056  | 4673  | 4779  | 1076     |

## Суміжні округи
- Генрі — північ
- Старк — схід
- Піорія — південний схід
- Фултон — південь
- Воррен — захід
- Мерсер — північний захід

## Виноски
1. ↑  U.S. Decennial Census. United States Census Bureau. Архів оригіналу за 26 квітня 2015. Процитовано 6 липня 2014.
2. ↑  Historical Census Browser. University of Virginia Library. Архів оригіналу за 11 серпня 2012. Процитовано 6 липня 2014.
3. ↑  Population of Counties by Decennial Census: 1900 to 1990. United States Census Bureau. Процитовано 6 липня 2014.
4. ↑  Census 2000 PHC-T-4. Ranking Tables for Counties: 1990 and 2000 (PDF). United States Census Bureau. Процитовано 6 липня 2014.
5. ↑  State & County QuickFacts. United States Census Bureau. Архів оригіналу за 6 червня 2011. Процитовано 6 липня 2014.(англ.) Наведено за англійською вікіпедією.
6. ↑  American FactFinder. Бюро перепису населення США. Архів оригіналу за 26 лютого 2012. Процитовано 31 січня 2008.

| США | Це незавершена стаття з географії США. Ви можете допомогти проєкту, виправивши або дописавши її. |